# ひぐらしのなく頃に未公開シーン集 蔵出し編
ひぐらしのなく頃に未公開シーン集 蔵出し編（ひぐらしのなくころにみこうかいシーンしゅう くらだしへん）は、07th Expansionの同人ゲーム『ひぐらしのなく頃に』及び『ひぐらしのなく頃に解』の全8話で完成版に収録されなかった未公開シナリオを採録した単行本。スクウェア・エニックスより2007年6月に1冊目が刊行され、同年12月に2冊目が刊行されている。

## 蔵出し編
スクウェア・エニックスより発売された以下のコミックス4冊の初回購入特典。
- 2006年12月22日発売
  - ひぐらしのなく頃に 暇潰し編（外海良基）2巻
  - ひぐらしのなく頃に解 罪滅し編（鈴羅木かりん）1巻
- 2007年1月27日発売
  - ひぐらしのなく頃に解 目明し編（方條ゆとり）1巻
  - ひぐらしのなく頃に 宵越し編（みもり）1巻

### 収録内容
「祟殺し編」終盤でガス災害から奇跡的に生還した前原圭一を園崎詩音が見舞う場面や、「皆殺し編」から削られたエピソードを含めた全16編の未公開エピソードで構成されている。
- 祟殺し編 - 未公開エピソード・2編
- 暇潰し編 - 未公開エピソード・6編
- 目明し編 - 未公開エピソード・5編
- 罪滅し編 - 未公開エピソード・1編
- 皆殺し編 - 未公開エピソード・2編
- イラストの蔵出し編 - 鈴羅木かりん・方條ゆとり・鈴木次郎・外海良基・みもりの設定稿、没原稿（ラフ画）

## 蔵出し編・続
1巻と同様、以下のコミックス3冊の初回購入特典。
- 2007年6月22日発売
  - ひぐらしのなく頃に解 罪滅し編（鈴羅木かりん）2巻
- 2007年7月27日発売
  - ひぐらしのなく頃に解 目明し編（方條ゆとり）2巻
- 2007年8月27日発売
  - ひぐらしのなく頃に 宵越し編（みもり）2巻

「皆殺し編」と前巻では収録されなかった「祭囃し編」から9編の未公開エピソードを収録。そのため「かけら」の番号は前巻からの通しで17〜25となっている。
- 皆殺し編 - 未公開エピソード・4編
- 祭囃し編 - 未公開エピソード・5編
- 宵越し編のかけら - 『月刊Gファンタジー』に連載された「宵越し編」（作画・みもり）の初期設定・ラフ画・シナリオ（全）を収録。
- 竜騎士07インタビュー